# Gora Dvuglavaja (Aramis Range)
Gora Dvuglavaja (englische Transkription von russisch Гора Двуглавая Gora Dwuglawaja, deutsch ‚Doppelköpfiger Berg‘) ist ein Nunatak in den Prince Charles Mountains des ostantarktischen Mac-Robertson-Lands. In der Aramis Range ragt er an der Westflanke des Gluchoi-Gletschers auf.
Russische Wissenschaftler benannten ihn.